# Román Torres
Román Aureliano Torres Morcillo (ur. 20 marca 1986 w Panamie) – panamski piłkarz występujący na pozycji obrońcy. Zawodnik futsalowego klubu Tacoma Stars. Były kapitan reprezentacji Panamy.

## Kariera klubowa
Torres zawodową karierę rozpoczynał w 2004 roku w klubie Chepo FC. W 2005 roku odszedł do San Francisco FC. W tym samym roku wywalczył z nim wicemistrzostwo Panamy. W 2006 roku trafił do kolumbijskiego klubu Cortuluá z Categoría Primera B. W 2007 roku przeszedł do La Equidad występującego w Categoría Primera A. W tym samym roku wywalczył z nim wicemistrzostwo Kolumbii (Finalización). W 2008 roku zdobył z zespołem Puchar Kolumbii.
Sezon 2010 Torres spędził na wypożyczeniu w ekipie Junior Barranquilla. Zdobył z nim wówczas mistrzostwo Apertura. W 2011 roku został wypożyczony do Atlético Nacional. W latach 2012–2015 grał w Millonarios FC.
W 2015 przeszedł do Seattle Sounders FC. Zadebiutował 12 sierpnia w meczu z Orlando City SC w Major League Soccer. W 2016 r. w finale MLS wykorzystał decydujący rzut karny w serii rzutów karnych przeciwko Toronto FC. W ten sposób zapewnił Seattle Sounders pierwsze w historii mistrzostwo MLS. Drugi tytuł zdobył wraz z Sounders w 2019 r. Po sukcesie ogłosił odejście z klubu. W Seattle spędził niecałe pięć lat.
W grudniu 2019 podpisał kontrakt z Interem Miami, nowo utworzonym klubie przez Davida Beckhama, który zadebiutuje w MLS w 2020 r. Przygoda z tym klubem okazał się jednak bardzo nieudana. 28 września 2020 powrócił do Seattle Sounders.
W 2021 roku postanowił zakończyć swoją przygodę z MLS. Wówczas podpisał kontrakt z kostarykańskim CS Cartaginés.

## Kariera reprezentacyjna
W reprezentacji Panamy Torres zadebiutował 18 lipca 2005 roku w meczu Złotego Pucharu CONCACAF z RPA (1:1, 5:3 w rzutach karnych). Było to jedyne spotkanie rozegrane przez na tamtym turnieju, który Panama zakończyła na 2. miejscu.
W 2007 roku ponownie wziął udział w Złotym Pucharze CONCACAF. Wystąpił na nim w 3 meczach: z Hondurasem (3:2), Kubą (2:2), i Meksykiem (0:1). W meczu z Meksykiem otrzymał także czerwoną kartkę. Z tamtego turnieju Panama odpadła w ćwierćfinale.
W 2009 roku Torres po raz trzeci znalazł się w drużynie na Złoty Puchar CONCACAF. Zagrał tam w spotkaniach z Gwadelupą (1:2), Meksykiem (1:1), Nikaraguą (4:0) oraz Stanami Zjednoczonymi (1:1, 1:2 po dogrywce), a Panama ponownie zakończyła turniej na ćwierćfinale.
4 marca 2010 roku w wygranym 2:1 towarzyskim pojedynku z Wenezuelą strzelił pierwszego gola w drużynie narodowej.
Znalazł się w kadrze Panamy na Złoty Puchar CONCACAF 2011, 2013 i 2015. W 2013 zdobył srebrny medal, a w 2015 brązowy.
11 października 2017 roku zdobył bramkę w 87. minucie meczu z Kostaryką. Gol ten zapewnił Panamie pierwszy w historii awans na Mistrzostwa Świata. Został wówczas uznany w Panamie za bohatera narodowego, a jego bramka za najważniejszą w historii panamskiego futbolu. Został powołany na Mundial. Tam wystąpił w każdym meczu, jednak wszystkie zakończyły się porażką Panamy. Po turnieju i zakończeniu kariery przez Felipe Baloya został kapitanem reprezentacji Panamy, mimo iż wcześniej wielokrotnie pełnił tę funkcję.
Znalazł się w kadrze Panamy na Złoty Puchar CONCACAF 2019.